# قطعنامه ۵۰ شورای امنیت
قطعنامه ۵۰ شورای امنیت سازمان ملل متحد که در تاریخ ۲۹ مه ۱۹۴۸ تصویب شد، سندی بین‌المللی دربارهٔ مسئلهٔ فلسطین است. این قطعنامه طی نشست ۳۱۰ام موافق، مخالف و ممتنع تصویب شد.